# Storia dell'Associazioni Calcio Riunite Messina
Questa voce raccoglie la storia dell'Associazioni Calcio Riunite Messina Società Sportiva Dilettantistica.

## Messina Football Club

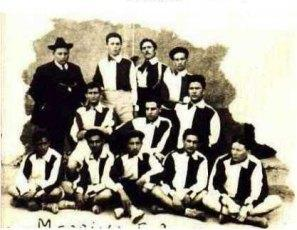
Il Messina F.C. nel 1910

Il 1º dicembre 1900: è il giorno in cui venne fondato il Messina Football Club.
I soci fondatori furono inglesi, ma anche i messinesi Alfredo Marangolo e Giulio Arena Ainis. Al vertice dell'organigramma societario figurava il presidente, l'armatore inglese l'inglese Walter F. Becker..
Vicepresidente era il console statunitense Charles M. Caughy; i consiglieri e i segretari furono: Horace Gooding, Way, Giorgianni e Lovatelli. Soci onorari erano: William Robert Sanderson, Guglielmo e Carlo Sarauw, George e Herbert Hoates, James Eaton, Eduard Jacob..
Il primo incontro del Messina Football Club è datato 18 aprile 1901, disputato contro l'"Anglo Panormitan Athletic and Football Club" (l'attuale Palermo) fondato dall'amico Ignazio Majo Pagano, con il quale era emigrato a Londra. L'incontro finì 3-2 per i palermitani; la formazione scesa in campo era la seguente: Gooding - Pappin – Padgett - Way - Caulfield - Oates W. - Arena Ainis - Vaccaro - Crisafulli - Greco - Falorsi.
I colori sociali del Messina F.C. erano differenti dagli attuali: le maglie erano infatti di colore bianco e blu. Così riportò infatti il Giornale di Sicilia nella cronaca dell'incontro contro il Palermo:
(F. Rosso su il Giornale di Sicilia, 19 aprile 1901.)
Nel luglio 1901 fu nominato presidente il neo console inglese di Messina, Arthur Barret Lascelles, il quale pertanto succedette a Walter Becker.
Nel 1905 nacque la Whitaker Challenge Cup, disputata contro il Palermo; le fonti sono discordanti: alcune attribuiscono la vittoria al Messina per 1-0, altre per 3-2.
I messinesi bissarono il successo anche nel 1906, vincendo contro i palermitani per 2-1. La Whitaker Challenge Cup non fu disputata nel 1907, ma tornò ad essere giocata - per l'ultima volta nella storia - il 15 febbraio 1908: vinse il Palermo 3-0, nell'incontro disputato presso lo spiazzale di San Raineri.
Il terremoto di Messina del 1908 causò la morte di numerosi giocatori della squadra; l'attività riprese grazie ai fondi dell'inglese Arthur Barret Lascelles ed all'aiuto dei marinai presenti in città, alcuni di essi giocatori di Venezia, Gorizia e Triestina.
Nel 1910 la squadra prese parte alla seconda edizione della Lipton Challenge Cup, perdendo però sia contro il Naples sia contro il Palermo;
Lentamente la disponibilità economica di Barrett andò diminuendo sempre di più; la società si sciolse ed i giocatori confluirono nella Società Ginnastica Garibaldi (società che aveva inglobato in precedenza anche la Società Sportiva Umberto I), capitanata da Nazzareno Allegra.

## Ginnastica Garibaldi
La sezione calcistica della Ginnastica Garibaldi, nacque nel 1910, inglobando la S.S. Umberto I e la S.S. Ardor. La divisa della Ginnastica Garibaldi era di colore rosso.
Nel 1911 e nel 1912 vennero disputate partite esclusivamente in ambito locale; Nel 1913 la squadra vinse la Coppa Agordad a Catania e la Coppa Restuccia a Messina.
Inevitabilmente, con l'inizio della prima guerra mondiale la Garibaldi si sciolse

## Unione Sportiva Messinese
La storia del Messina riprese nel 1919, con la fondazione dell'Unione Sportiva Messinese. Nel 1920 perse la finale della Coppa Federale Siciliana contro il Palermo.
L'U.S. Messinese vestì per la prima volta una maglia "biancoscudata". Infatti la Difesa Marittima donò al presidente Allegra dodici giacche da marinaio di colore bianco, sulle quali fu poi applicato un colletto di colore nero e lo stemma della città.
Dopo tre anni dalla fondazione dell'U.S. Messinese, si avvertì l'esigenza di contrastare lo strapotere calcistico in Sicilia del Palermo; si decise pertanto di riunire più squadre in un'unica società. Nacque così il Messina Football Club, dalla fusione tra U.S. Messinese-Umberto I (nata dalla fusione delle due squadre) e Messina Sporting Club.

## Il nuovo Messina F.C.
Nel novembre 1922, nacque ufficialmente il Messina Football Club.. Primo presidente fu Augusto Salvato, già portiere della Ginnastica Garibaldi.
Nella Prima Divisione 1922-1923, il Messina terminò a pari punti con Palermo e lo Sport Club Libertas Palermo, perdendo gli spareggi per accedere alle fasi interregionali.. 
Nel 1924 il Messina F.C. accede alla Prima Divisione 1924-1925, battendo nel luglio del 1923 in un doppio confronto all’Enzo Geraci, la US Peloro.
Il Messina Football Club si sciolse definitivamente nel dicembre 1924, dopo sole due stagioni.

### La nuova U.S. Messinese
Dopo lo scioglimento del Messina F.C. gran parte del parco giocatori della squadra confluì nell'Unione Sportiva Messinese. Una società denominata allo stesso modo era esistita tra il novembre 1919 ed il novembre 1922.
La squadra disputò la Prima Divisione 1924-1925, chiudendo al 1º posto nel campionato regionale, ed al 4º posto nel girone B delle semifinali di Lega.
Al termine della stagione successiva, l'U.S. Messinese retrocesse in Seconda Divisione dove rimase fino al 1927-1928. Nel 1928 la società mutò nome in Associazione Calcio Messina.

## Associazione Calcio Messina

L'A.C. Messina nel 1928-1929

L'Associazione Calcio Messina nacque ufficialmente nel 1928, in seguito alla lunga crisi dirigenziale in seno all'U.S. Messinese.. Presidente era Augusto Salvato, già ai vertici del Messina F.C.. Nella stagione 1929-1930 l' A.C. Messina arriva secondo dietro al Palermo. La stagione seguente, la squadra peloritana termina al terzo posto il campionato di Prima Divisione 1930-1931.
L'A.C. Messina rimase in vita fino al 1941; riuscì a conquistare la Serie B al termine della Prima Divisione 1931-1932. La squadra mantenne la categoria per sei stagioni consecutive, dal 1932-1933 fino alla retrocessione del 1937-1938. Disputò poi due campionati in Serie C, ma con l'inizio della seconda guerra mondiale, si ritirò dal campionato di Serie C 1940-1941; la società sparì dal panorama calcistico.

## Unione Sportiva Tenente Mario Passamonte
Dopo la scomparsa dell'A.C. Messina, il calcio messinese fu rappresentato dall'Unione Sportiva Tenente Mario Passamonte.
La società, fondata ufficialmente nel 1941, venne intitolata a Mario Passamonte, eroe di guerra morto in Africa ed ex giocatore dell'U.S. Peloro (storica formazione messinese nata già nel 1906).
La squadra non venne ammessa alla Serie C 1941-1942, ma prese parte alla Serie C 1942-1943, chiudendo al 5º posto nel girone N. Tra il 1943 ed il 1945 fu svolta solo attività a livello regionale, a causa delle vicende belliche.
Nel 1945 la Passamonte si fuse con la S.S. Lega Arsenale (nata nel 1944) e con l'U.S. Peloro, dando vita all'Associazione Sportiva Messina.

## Associazione Sportiva Messina

L'A.C. Messina nel 1938

L'Associazione Sportiva Messina nacque pertanto nel 1945 dalla fusione di tre squadre (Peloro, Arsenale, Passamonte);  chiudendo al 6º posto nel girone F della Lega Centro-Sud, non riuscendo a centrare l'accesso al girone finale. Venne ammessa in Serie C 1945-1946 chiudendo al 6º posto nel girone F della Lega Centro-Sud.
Nel 1946 l'A.S. Messina si fuse con il Gazzi, dando vita alla nuova Associazione Calcio Messina.

## La nuova A.C. Messina
L'Associazione Calcio Messina, già esistita dal 1928 al 1940, rinacque nel 1946 dalla fusione tra A.S. Messina e A.C. Gazzi
L'A.C. Messina disputò la Serie C 1946-1947, terminando la stagione 2º nel girone C di Serie C e al 5º posto nel girone finale della Lega Sud. Fu l'ultima occasione in cui si parlò di Associazione Calcio Messina: la società si fuse infatti con l'U.S. Giostra nel 1947, dando vita all'Associazione Calcio Riunite Messina.

## Associazioni Calcio Riunite Messina

### Fusione AC Messina e Giostra

L'A.C.R. Messina nel 1953-1954

Alla Serie C 1946-1947 aveva preso parte, oltre all'A.C. Messina, anche l'Unione Sportiva Giostra. Quest'ultima era una società nata nei primi anni dieci.
Nel 1947 l'opinione pubblica messinese spinse per la creazione di un'unica realtà calcistica cittadina ad alto livello; spinti da progetti ambiziosi, i dirigenti del Giostra e dell'A.C. Messina avviarono le trattative per mettere in atto la fusione. Dopo una lunga serie di discussioni sulle modalità di fusione e sulla denominazione da adottare, si giunse alla definitiva determinazione: Associazione Calcio Riunite Messina..
Nella prima stagione disputata (1947-1948) l'A.C.R. Messina chiuse al settimo posto con 37 punti nel girone T della serie C, venendo però ripescata grazie al "Caso Napoli". L'anno successivo, si classificò quarta con 40 punti nel girone D della nuova Serie C. Nel 1949-1950 arrivò la promozione in Serie B, dopo uno spareggio con il Cosenza.
L'A.C.R. Messina mantenne la Serie B consecutivamente dalla stagione 1950-1951 alla stagione 1962-1963, al termine della quale centrò la prima storica promozione in Serie A.

### Serie A

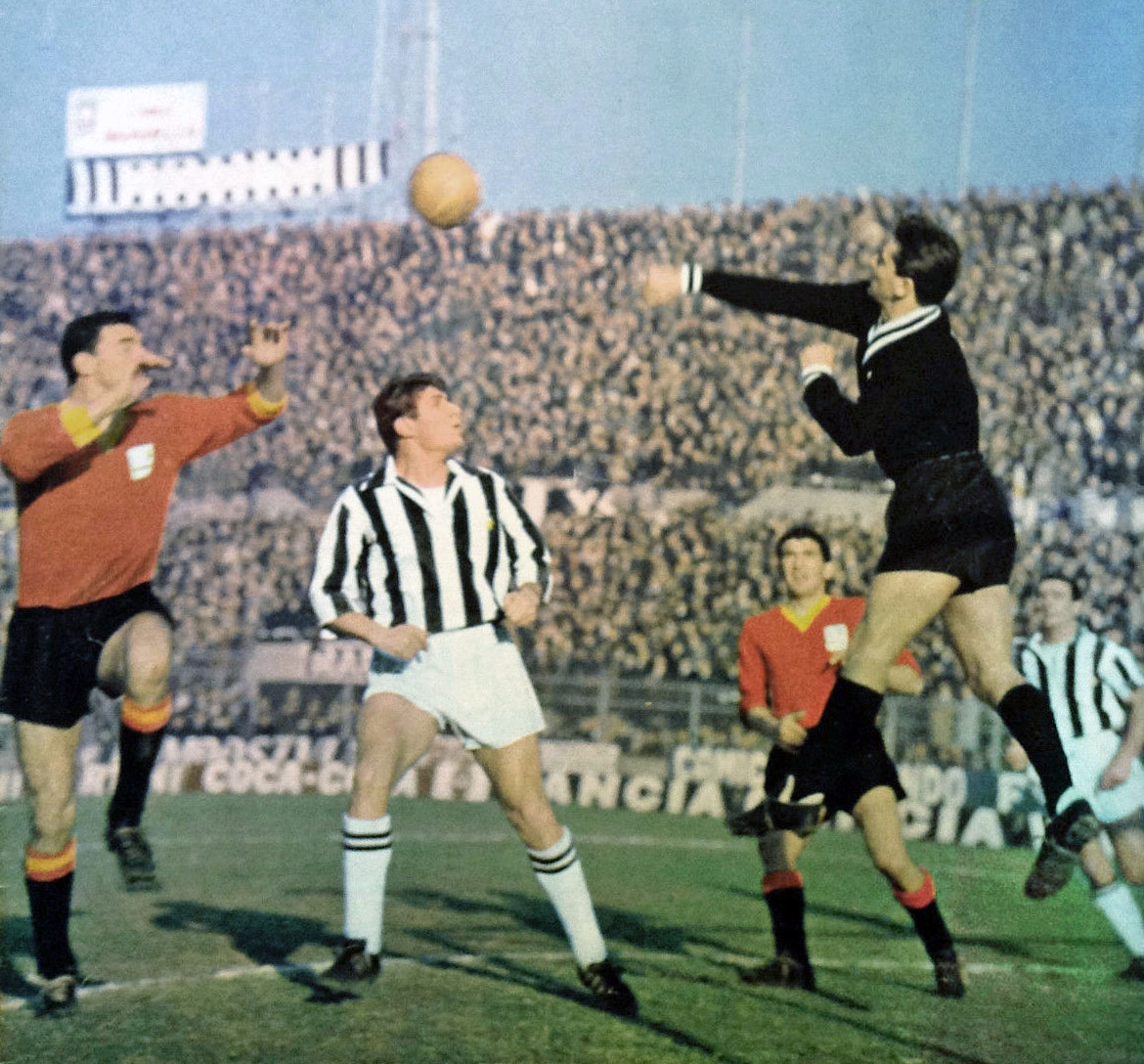
Una trasferta messinese sul terreno della nel campionato di Serie A 1964-1965

Il Messina esordì in Serie A. Tuttavia al termine del girone d'andata la squadra figurava all'ultimo posto in classifica, con otto punti. Nel mercato di novembre, per far fronte al brutto inizio di campionato, il Messina prese in prestito dal Milan il peruviano Víctor Benítez. In rosa figuravano giocatori di spessore come Egidio Morbello, Gianvito Geotti, Paolo Morelli, Roberto Derlin. Grazie ad un eccellente girone di ritorno in cui conquistò 20 punti (frutto di 7 vittorie, 6 pareggi e 4 sconfitte), il Messina centrò la salvezza all'ultima giornata grazie al pareggio per 0-0 contro il Modena.
La seconda stagione in serie A culminò con la retrocessione, frutto del penultimo posto in classifica. Da allora il Messina ebbe una parabola discendente, che vide la squadra retrocedere in Serie C dopo soli tre anni di cadetteria e, dopo la Serie C 1972-1973, in Serie D.

### Dagli anni bui all'era Massimino
La prima esperienza in Serie D del Messina terminò con la risalita in Serie C. Tuttavia saranno solo tre i campionati di Serie C disputati dal Messina, prima di ripiombare ancora in Serie D.

Il Messina nel 1986-1987

Nella Serie D 1977-1978 i messinesi chiusero al 6º posto nel girone I, venendo ammessi alla nuova Serie C2. La squadra rimarrà in C2 per 5 stagioni, rischiando anche la retrocessione nella stagione 1980-1981. La promozione arrivò al termine della stagione 1982-1983, quando i giallorossi guidati da Alfredo Ballarò conclusero il campionato con un punto di vantaggio sull'Akragas. Nella stagione 1983-1984 i giallorossi, con Michelangelo Alfano presidente, ottennero la salvezza, mettendo le basi per le future vittorie sotto la proprietà della famiglia Massimino

Franco Scoglio ha allenato i Peloritani in tre diverse occasioni: nel 1974-1975, 1980-1981 e 1984-1988.

Salvatore Massimino divenne infatti presidente dell'A.C.R. Messina nel 1984-1985. La squadra era allenata da Franco Scoglio e in rosa figuravano calciatori di grande talento come Schillaci Quell'anno il Messina si classificò al 3º posto, tre punti dietro Catanzaro e Palermo.
La promozione arrivò al termine della stagione seguente 1985-1986, dopo 18 anni dall'ultima apparizione in serie B. Il Messina si classificò al 1º posto del girone B Serie C1. Quell'anno rimase memorabile anche la vittoria per 1-0 in Coppa Italia, in un Celeste stracolmo, contro la Roma vice-campione d'Europa (scesa in campo in formazione pressoché tipo), alla fine vincitrice della stessa competizione. Il Messina giunse agli ottavi di finale, miglior risultato di sempre nella storia giallorossa.
La stagione 1986-87 fu inaspettatamente positiva, considerato che il Messina era una neopromossa in Serie B: la squadra si mantenne in zona promozione per tutto il campionato ed a sei giornate dalla fine aveva un calendario favorevole che faceva sognare ai tifosi la promozione in massima serie. Il Messina però nelle ultime sei partite ottenne soltanto quattro pareggi interni e due sconfitte esterne, arrivando 7º a tre punti dalla zona promozione.

Salvatore Schillaci capitano del Messina nella stagione 1987-1988

La stagione seguente vide un Messina rinnovato piazzarsi soltanto a metà classifica (12º posto), soprattutto a causa del pessimo andamento fuori casa, dove racimolò appena una vittoria e 3 pareggi su 19 incontri. Importante fu il contributo in fase realizzativa di Schillaci e Catalano, autori rispettivamente di 13 e 10 reti. A fine anno Franco Scoglio, già da tempo entrato in contrasto con il presidente Massimino che a suo dire non aveva intenzione di rafforzare la squadra per poter competere alla promozione in Serie A, lasciò la panchina, venendo sostituito da Zdeněk Zeman.
Nel campionato 1988-89 Zeman guidò la squadra ad una tranquilla ottava posizione finale. Come nella precedente stagione, all'ottimo andamento casalingo si contrappose un andamento esterno negativo, con soli 6 pareggi ottenuti in trasferta. Quel torneo vide l'esplosione di Schillaci, capocannoniere della serie B con 23 reti (a fine stagione ceduto alla Juventus) e la valorizzazione di Pierleoni, autore di 10 gol, che l'allenatore boemo trasformò da anonimo terzino a pericoloso esterno d'attacco.

Igor Protti, centravanti del Messina dal 1989 al 1992.

Alla vigilia della stagione 1989-90 la squadra fu rivoluzionata ed arrivarono diversi giovani promettenti, tra i quali si distinsero soprattutto Igor Protti (autore di 12 reti), e Massimo Ficcadenti. L'avvio di stagione fu esplosivo quanto illusorio, sia in coppa che in campionato: in Coppa Italia vi furono la vittoria interna contro il Torino, considerata la squadra più forte ai nastri di partenza della serie B, e quella esterna, clamorosa, per 4-1 a Cesena, compagine che partecipava al campionato di Serie A; alla terza giornata di campionato il Messina era sorprendentemente primo in classifica, con due vittorie ed un pareggio. Tuttavia lo scoppiettante Messina estivo si sgonfiò presto: in campionato dopo alcune giornate si assestò nella zona medio-bassa della classifica ed a gennaio in Coppa Italia prese 6 gol a San Siro dal Milan; soltanto l'esperienza di Adriano Buffoni, subentrato a Scorsa riuscì a portare il Messina al 16º posto in campionato ed a raggiungere la salvezza dopo lo spareggio vinto 1-0 contro il Monza il 7 giugno 1990 allo stadio Adriatico di Pescara.
Nel campionato 1990-1991 la squadra fu puntellata con gente di esperienza e di categoria, quasi tutti con trascorsi da titolari in Serie A, come Beniamino Abate, De Trizio, Schiavi, Bonomi, Muro, Traini e Miranda. Il Messina, allenato da Giuseppe Materazzi, chiuse uno splendido girone di andata in piena zona promozione ed alla prima giornata del girone di ritorno sconfisse in casa il Verona (a fine stagione promosso), confermandosi al secondo posto in classifica a due punti dalla capolista Foggia. In seguito ad alcuni problemi dirigenziali, il 1º marzo 1991 Maria Leone, moglie del presidente Salvatore Massimino, estromise ufficialmente il proprio marito dalla carica, divenendo la prima donna a ricorprire la carica di presidente della società messinese.. Questo cambio dirigenziale coincise con un netto crollo della squadra che, sotto la guida dei subentrati Ruisi e Colomban, si salvò soltanto all'ultima giornata, chiudendo al nono posto di una classifica cortissima..

Giuseppe Materazzi allenatore dei peloritani, per una stagione, agli inizi degli anni novanta.

Nella stagione 1991-1992 le redini dirigenziali furono prese dai figli di Salvatore Massimino, i quali annunciarono di puntare alla promozione ed intrapresero una dispendiosa campagna acquisti che portò in giallorosso, tra gli altri, Simoni e Dolcetti, l'anno precedente titolari in serie A con il retrocesso Pisa. Nonostante i propositi, ebbe un pessimo avvio di stagione (solo 3 pareggi nelle prime 7 partite). Un altrettanto negativo finale, sotto la guida del subentrato Veneranda (3 pareggi e 4 sconfitte nelle ultime 7 partite) sancì la clamorosa retrocessione del Messina.
Nel 1992-1993 concluse la Serie C1 al 12º posto..
Al vertice societario figuravano ancora la signora Maria Leone ed il figlio Giovanni Massimino. Nel 1993 l'ingente mole di debiti accumulati, e le inadempienze societarie nei confronti di COVISOC e Lega, portarono alla definitiva estromissione dell'A.C.R. Messina dai campionati professionistici: la squadra fu retrocessa in Eccellenza, e nel 1998 fallì definitivamente.

## A.S. Messina e U.S. Peloro
In seguito all'esclusione dai campionati professionistici dell'A.C.R. Messina, la scena calcistica messinese fu occupata da una nuova società: l'Associazione Sportiva Messina. L'A.S. Messina, nata nel 1993 e presieduta da Pietro La Malfa, fu ammessa per meriti sportivi al Campionato Nazionale Dilettanti 1993-1994; chiuse il campionato al 3º posto nel girone I.
Contemporaneamente nel 1994 nasceva la nuova Unione Sportiva Peloro, dalla fusione tra il Villafranca con il Tremestieri..
Il calcio messinese si trovò pertanto ad essere rappresentato da due squadre: A.S. Messina e U.S. Peloro. Entrambe si troveranno a disputare lo stesso campionato nel 1996: le squadre presero infatti parte al Campionato Nazionale Dilettanti 1996-1997. L'A.S. Messina aveva in precedenza disputato due stagioni nella categoria, mentre l'U.S. Peloro aveva centrato la promozione dopo due stagioni disputate in Eccellenza Sicilia..
Al termine della stagione 1996-1997 l'A.S. Messina retrocesse in Eccellenza, e l'U.S. Peloro chiuse al 6º posto. Dopo poco tempo l'A.S. Messina sparirà definitivamente,. e l'U.S. Peloro diventerà la prima squadra cittadina..

## Football Club Messina Peloro
Il 17 luglio 1997 l'U.S. Peloro mutò ufficialmente denominazione, e nacque il Football Club Messina Peloro, sotto la presidenza di Emanuele Aliotta

### Dai dilettanti alla promozione in Serie A

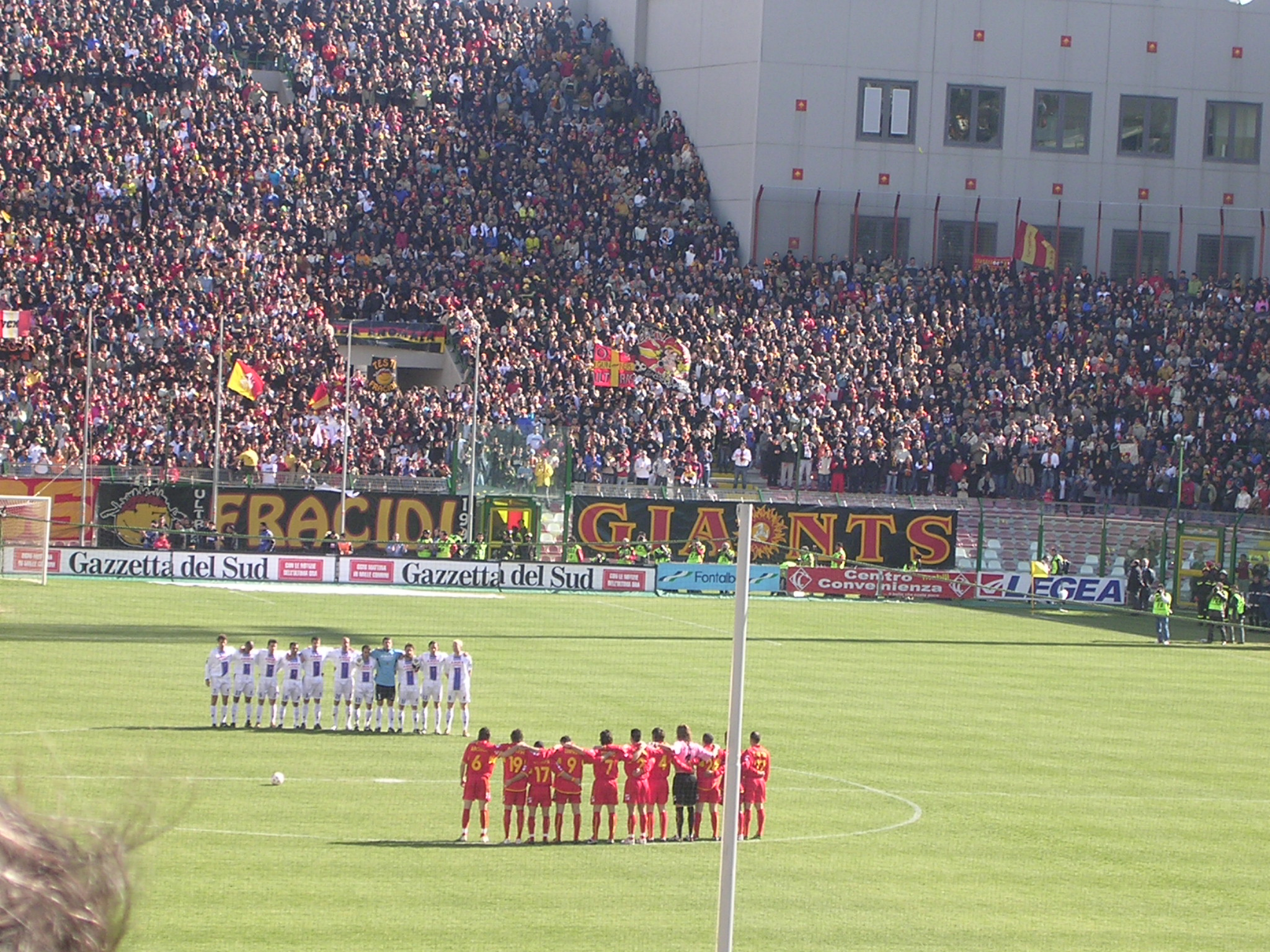
Messina-Bologna schierate prima del calcio d'inizio, nel marzo 2005.

Al termine del Campionato Nazionale Dilettanti 1997-1998 il Messina ottenne la promozione in Serie C2. La stagione seguente, perse la finale dei play-off allo Stadio Via del Mare di Lecce contro il Benevento. Il Messina fu promosso in Serie C1 nel 2000, come prima classificata della Serie C2 1999-2000.
Nella Serie C1 2000-2001 il neopromosso Messina parte con ambizioni di alta classifica e viene affidato alla guida tecnica di Beruatto, che però, dopo un avvio non soddisfacente, viene sostituito da Florimbi. Il cambio di allenatore portò a un netto cambio di marcia, culminato con il raggiungimento del Palermo in vetta alla classifica a tre giornate dalla fine. All'ultima giornata, con le due squadre ancora appaiate in testa, il Messina andò a perdere ad Avellino in pieno recupero, dopo aver fallito un calcio di rigore al 90º minuto,  sciupando la possibilità della promozione diretta: ai peloritani sarebbe bastata la vittoria contro l'Avellino, avendo il vantaggio negli scontri diretti con il Palermo. Il Messina, classificatosi 2°, fu comunque promosso nei play off. Dopo aver superato l'Ascoli in semifinale, si ritrovò i rivali del Catania nello spareggio per la promozione in cadetteria. Il derby di andata, disputato in terra etnea, terminò uno a uno. Al ritorno prevalse di misura il Messina, che dopo nove stagioni tornò in Serie B.
Nel campionato successivo, il Messina, allenato da Daniele Arrigoni, riesce a conquistare la salvezza solo all'ultima giornata, vincendo per due reti a uno sul campo di un Crotone già retrocesso. Il protagonista della stagione fu Denis Godeas, autore di quindici reti.
Nell'estate del 2002 la proprietà passa all'imprenditore Pietro Franza. Come nel campionato precedente, anche nella Serie B 2002-2003 i siciliani colgono la salvezza nelle ultime giornate, grazie anche al repentino cambio di guida tecnica, giacché Francesco Oddo fu esonerato agli sgoccioli del campionato a vantaggio di Bruno Bolchi. Tuttavia, al termine del campionato, le retrocessioni in Serie C1 furono bloccate, eccezion fatta per il Cosenza, finanziariamente fallito.
Il riformato campionato 2003-2004 presenterà ben 24 formazioni ai nastri di partenza, tra le quali numerose squadre scudettate. Il Messina, allenato da Patania, dopo sette giornate si trova all'ultimo posto in classifica. In seguito a questo ruolino negativo, viene chiamato in panchina Bortolo Mutti, che riuscirà a scalare la classifica, fino ad arrivare in zona promozione. Il 5 giugno 2004, penultima giornata di campionato, il Messina conquista la Serie A, a distanza di 39 anni dall'ultima apparizione, vincendo al Celeste per tre reti a zero contro il Como già retrocesso. Importante contributo alla causa fu dato da Arturo Di Napoli ed Alessandro Parisi, autori rispettivamente di 19 e 14 reti in campionato.

#### In Serie A

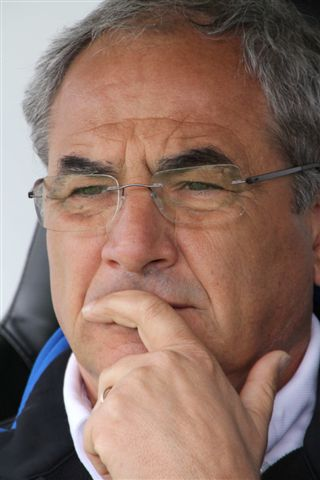
Bortolo Mutti, dal 2003 al 2006 allenatore del Messina.

Nuovamente in massima serie, il Messina si presentò ai nastri di partenza della nuova stagione con una squadra composta da molti degli artefici della promozione, tra cui Parisi, Di Napoli, Storari, Sullo. I nuovi acquisti sono Zampagna (ritornato in giallorosso dopo un anno in Umbria perché riscattato alle buste a scapito della Ternana),il giapponese Yanagisawa presentato in grande stile all'Hotel Timeo di Taormina nell'estate del 2004, il brasiliano Rafael, Donati in prestito dal Milan, Zanchi, in prestito dalla Juventus, Nicola Amoruso, il serbo Iliev e il greco Eleftheropoulos. Il campionato si chiuse al 7º posto, con la squadra che sfiorò la qualificazione in Coppa UEFA; avrebbe la possibilità di disputare la Coppa Intertoto, ma il club non ottiene la licenza per parteciparvi.

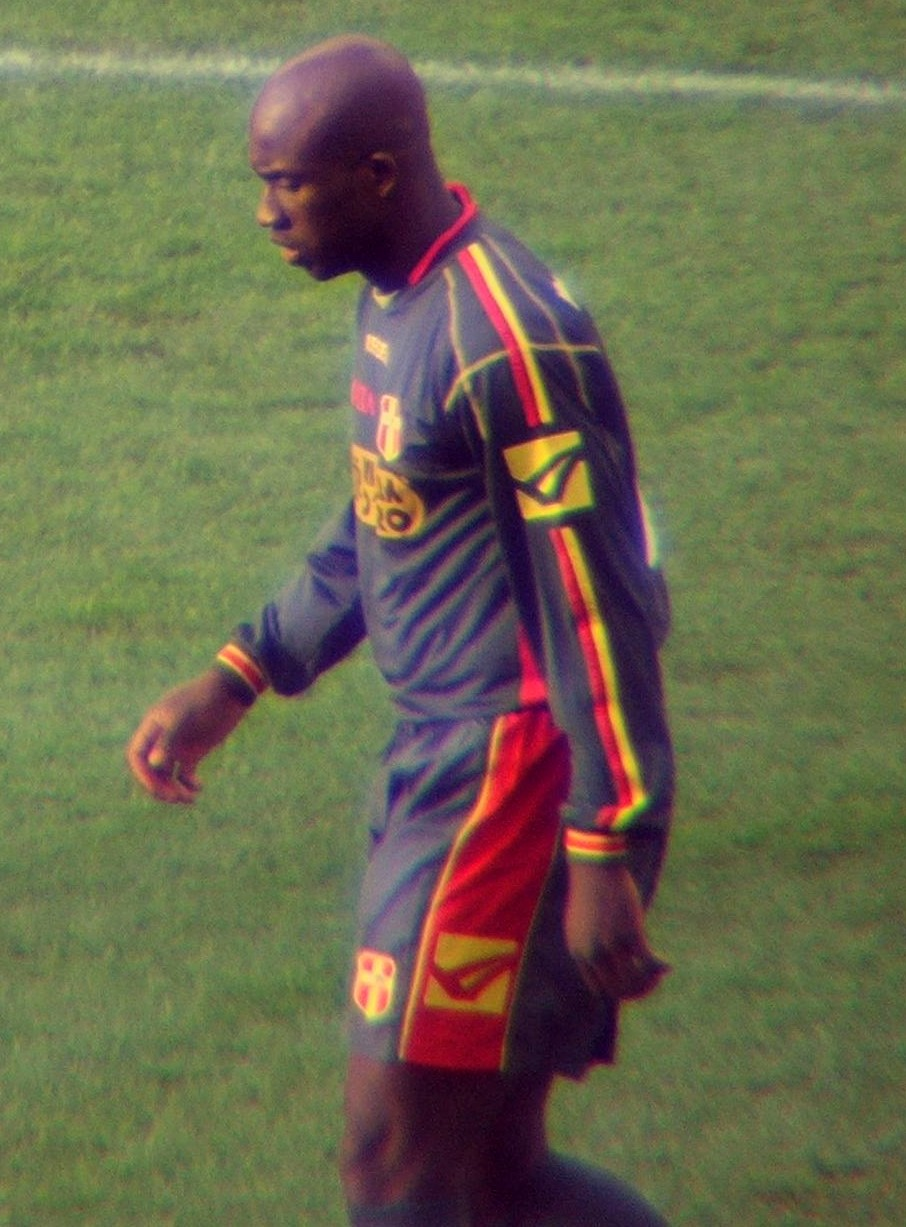
Marco André Zoro, dal 2003 al 2007 in Sicilia ha collezionato 116 presenze con 5 reti.

La stagione 2005-2006 non fu altrettanto positiva. La stagione iniziò con la richiesta di esclusione del Messina dalla Serie A da parte della F.I.G.C., a causa di irregolarità fiscali. Il Consiglio federale ratificò l'esclusione, su indicazione della COAVISOC. La società si appellò alla Camera di Conciliazione del CONI, la quale il 26 luglio 2005 confermò l'esclusione del Messina dalla Serie A. La società decide di ricorrere al TAR del Lazio, che il 2 agosto 2005 diede ragione ai siciliani, riammettendoli in massima serie; una settimana dopo il Consiglio di Stato confermò la decisione del TAR.
Il campionato tuttavia non andò positivamente e il Messina retrocesse in Serie B in virtù del terzultimo posto finale. Tuttavia gli sviluppi dello scandalo di Calciopoli sconvolsero la classifica: Juventus retrocessa d'ufficio in Serie B, e riammissione in Serie A del Messina..

#### Retrocessione e fallimento
L'appuntamento con la Serie B fu però rimandato di una sola stagione: i giallorossi chiusero all'ultimo posto la Serie A 2006-2007. La Serie B 2007-2008 si concluse con il 14º posto (pari punti con il Grosseto), ma l'estate 2008 vide la situazione societaria divenire insostenibile per i debiti accumulati.

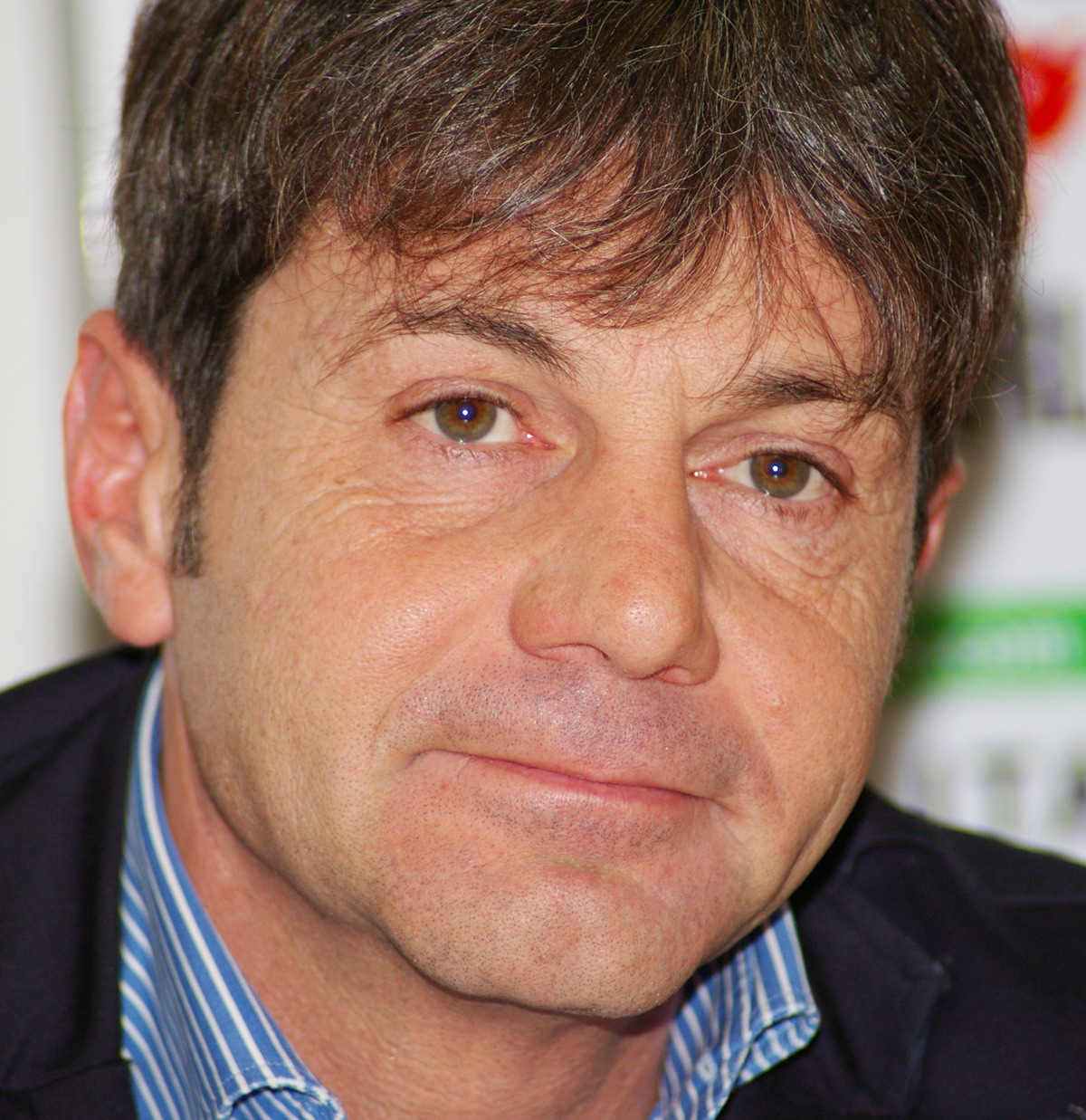
Nello Di Costanzo, allenatore del Messina nella stagione 2007-2008 e nella stagione 2014-2015.

La famiglia Franza annunciò l'intenzione di lasciare la proprietà del Messina e, coadiuvata dalle istituzioni messinesi, cercò nuovi acquirenti in grado di garantire l'iscrizione al campionato cadetto. Nessuno si accollò l'enorme mole di debiti accumulata, e il 14 luglio 2008 venne ufficialmente ritirata la domanda di iscrizione alla Serie B 2008-2009. La società non sparì, ma fu iscritta nel girone I della Serie D 2008-2009.
Il 27 novembre 2008 il Tribunale di Messina dichiarò fallito il Football Club Messina Peloro a causa delle gravi anomalie riscontrate dai magistrati nel bilancio del sodalizio messinese; alla squadra fu comunque garantita la regolare attività fino al termine della stagione.

## Associazione Calcio Rinascita Messina

### Il quinquennio in Serie D
Il 23 marzo 2009 la fallita "F.C. Messina Peloro" venne rilevata all'asta fallimentare dalla A.C.R. Messina S.r.l., di proprietà del romano Alfredo Di Lullo.. Nasce pertanto l'Associazione Calcio Rinascita Messina.
Nel frattempo la squadra riesce a mantenere la categoria, grazie al 12º posto in Serie D 2008-2009. Il piazzamento viene confermato anche nella stagione 2009-2010.

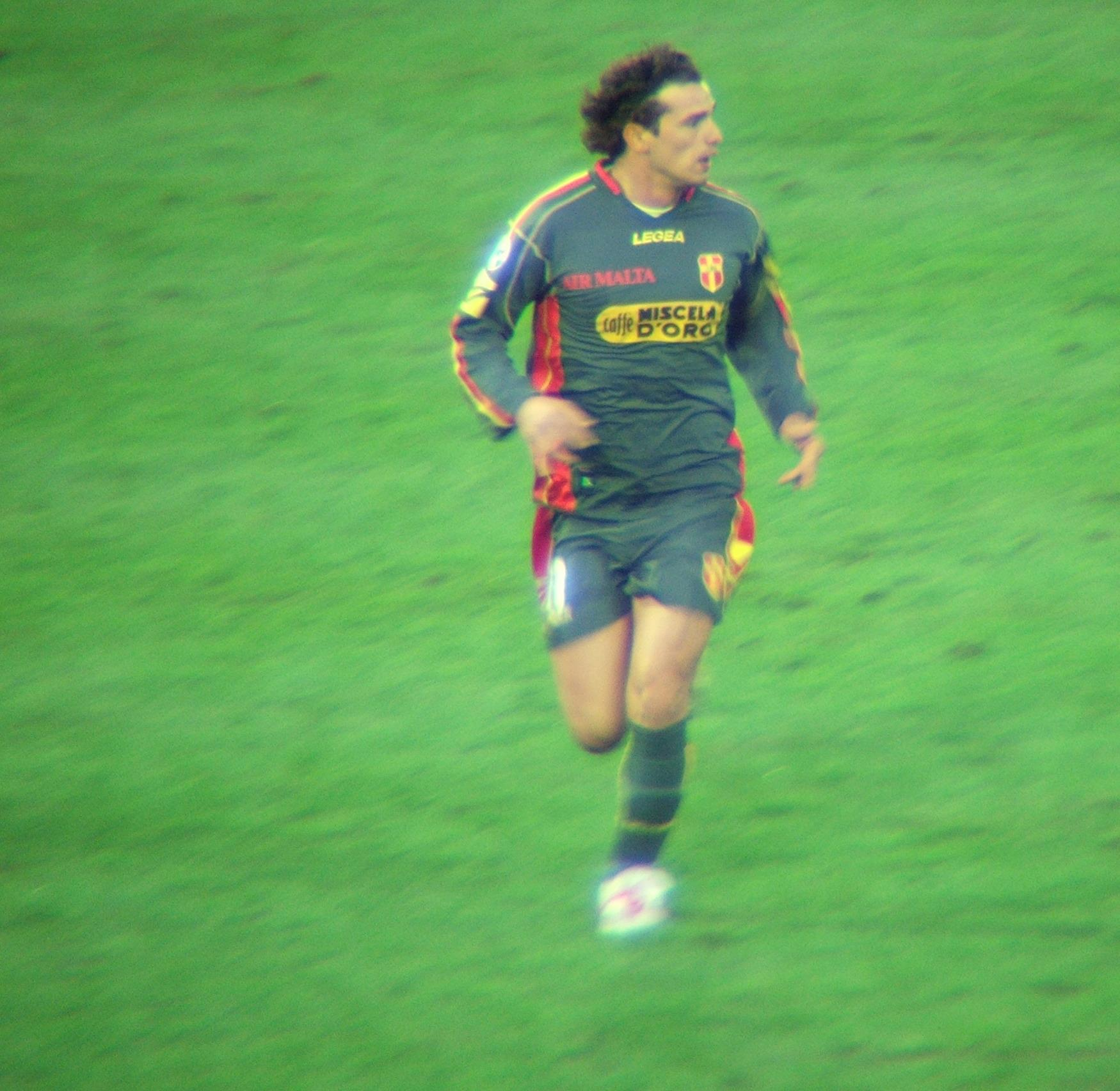
Arturo Di Napoli con la maglia del Messina, vestita dal 2003 al 2007 e dal 2009 al 2010; ne è poi stato allenatore dal 2015 ai primi mesi del 2016.

Nonostante l'alto numero di fallimenti e le conseguenti rinunce ad iscriversi in Seconda Divisione 2010-2011 da parte di numerosi club, il Messina presieduto da Arturo Di Mascio rinuncia a presentare la domanda di iscrizione alla serie superiore. La proprietà decide inoltre di lasciare, e nell'agosto 2010 cede la società a Piero Santarelli. I problemi societari aumentano, con la squadra che nell'ottobre 2010 viene addirittura sfrattata dall'albergo in cui alloggiava dal 30 agosto, a causa del mancato pagamento di decine di migliaia di euro.
Piero Santarelli non onorerà mai gli impegni societari assunti con la precedente proprietà, e pertanto nel novembre 2010, Marcella Chierichella e Arturo Di Mascio, cedono le quote societarie agli imprenditori Bruno Martorano e Vincenzo Principato. Il passaggio delle quote si complica poiché vi fu una rottura tra Pietro Santarelli e Marcella Chierichella. La situazione si risolve finalmente il 4 gennaio 2011, giorno in cui si svolge un ennesimo incontro nella capitale tra le parti interessate e viene concretizzata, a fronte di un ulteriore esborso economico, la cessione della società al gruppo Martorano.
Il 14 agosto 2011 il gruppo Martorano trasferisce le quote della società a Raffaele Manfredi. La guida dell'area tecnica della prima squadra viene affidata a Francesco La Rosa e come allenatore viene nominato Andrea Pensabene, poi esonerato e sostituito da Alessandro Bertoni. Col tecnico emiliano il Messina raggiunge il quarto posto del campionato di Serie D 2011-2012 (girone I), accedendo così ai play-off; dopo aver superato per 3-1 in trasferta la Battipagliese in semifinale, perde la finale contro il Cosenza per 3-0 allo Stadio San Vito.
Il 12 giugno 2012 la società annuncia di aver ceduto il 100% delle quote al gruppo industriale di Pietro Lo Monaco. Sotto la gestione Lo Monaco, con Gaetano Catalano come allenatore e Fabrizio Ferrigno come direttore sportivo, il Messina vince il campionato di Serie D (girone I) tornando nel calcio professionistico. Il 5 maggio 2013, dopo aver superato al San Filippo la Nissa per 8-1, la società viene ufficialmente promossa in Lega Pro Seconda Divisione, dopo cinque anni trascorsi in Serie D.

Gianluca Grassadonia, allenatore del Messina dal 2013 al 2015

Nel girone d'andata della stagione 2013-2014 in Lega Pro Seconda Divisione il Messina si trova presto nelle ultime posizioni, e ciò portò all'esonero del tecnico Gaetano Catalano nei primi giorni di dicembre del 2013 (dopo una sconfitta per 1-4 contro la Vigor Lamezia al San Filippo). e viene sostituito da Gianluca Grassadonia), che porta la squadra fuori dalle zone basse della classifica piazzandola al primo posto del girone e conquistando la promozione in terza serie, che avverrà il 13 aprile 2014, sancita dalla vittoria in casa contro il Sorrento per 1-0. Per la società messinese è la seconda promozione consecutiva.
Il 2 luglio 2014 la proprietà, principalmente nel nome di Pietro Lo Monaco, comunica il proprio disimpegno da qualsivoglia attività sportiva in seno alla squadra in polemica con il sindaco Renato Accorinti reo, secondo la società, di aver concesso lo stadio San Filippo a un'agenzia che organizza eventi musicali anziché renderlo a godimento esclusivo della squadra. L'8 luglio 2014 il proprietario del Messina Pietro Lo Monaco rilascia un videomessaggio, dove dichiara che la proprietà dell'ACR Messina continuerà il lavoro svolto negli anni scorsi nonostante lo screzio con il Sindaco.

## Associazioni Calcio Riunite Messina

### Ritorno in Lega Pro
Il 19 dicembre 2013 il patron Pietro Lo Monaco, alla presenza del notaio Nunzio Arrigo, del direttore generale Vincenzo Lo Monaco e dei responsabili dell'area comunicazione Alessandro Di Bella e Vittorio Fiumanò, aveva posto la propria firma nell'atto che ridava alla società la propria denominazione naturale di Associazioni Calcio Riunite Messina. Nonostante anche alla Camera di Commercio la società figurasse con la denominazione Associazioni Calcio Riunite Messina, la squadra aveva disputato il campionato di Lega Pro Seconda Divisione 2013-2014 con la denominazione Associazione Calcio Rinascita Messina, in quanto per la federazione il nome poteva essere cambiato solo a partire dalla stagione 2014-2015.
Il 30 maggio 2015 retrocede in Serie D dopo aver perso i play-out con la Reggina.
Il 7 agosto 2015 la società viene ceduta da Pietro Lo Monaco a un gruppo di imprenditori guidato da Natale Stracuzzi, che assume la carica di presidente. Successivamente, è stato nominato come nuovo allenatore Arturo Di Napoli.
Il 29 agosto 2015 il Messina viene riammesso in Lega Pro per sopperire ai vuoti creatisi a causa delle indagini sull'inchiesta Dirty Soccer.
La stagione 2015-2016 viene conclusa al 7º posto, garantendo la partecipazione alla Coppa Italia.

### Dalla salvezza in Lega Pro alla mancata iscrizione in Serie C
Il 1º febbraio 2017, il presidente Natale Stracuzzi si dimette, sostituito dal vice Piero Oliveri.
A seguito dei forti malumori dei tifosi e della protesta dei calciatori che, guidati dal tecnico Lucarelli, sospendono gli allenamenti ed inscenano una protesta contro la proprietà per il mancato pagamento degli stipendi,, il 18 febbraio 2017 la proprietà - composta da Stracuzzi, Oliveri, Micali e dalla società Antares - cede l'intero pacchetto azionario a Franco Proto.
Proto, ex presidente dell'Atletico Catania ed ex vice-presidente della Lega Pro, firma il contratto che lo rende nell'immediato amministratore unico e presidente del club, stilando con i soci uscenti un accordo che lo vincola a subentrare nel giro di qualche giorno in qualità di proprietario. 
Il Messina ottiene la salvezza matematica il 7 maggio 2017, grazie al pareggio maturato con la Vibonese.
Il 14 luglio successivo, a seguito della mancata presentazione della fideiussione relativa all'iscrizione al campionato di Serie C 2017-2018, la società viene esclusa automaticamente dalla competizione.

### La ripartenza in Serie D e il ritorno in C
Il 25 luglio 2017, di fronte all'unica manifestazione d'interesse pervenuta a Palazzo Zanca, l'amministrazione comunale affida a Pietro Sciotto la composizione di una nuova società al fine di partecipare al campionato di Serie D 2017-2018. Il 26 luglio 2017, presso lo studio del notaio Pierangela Pitrone, nasce la nuova società Associazione Calcio Rilancio Messina, i cui proprietari sono Pietro Sciotto (neo presidente) e il fratello Matteo. Il 4 agosto 2017, il sodalizio peloritano, viene ammesso in Serie D.
La stagione 2017-2018 è conclusa al sesto posto nel girone I.
Il campionato successivo iniziato con difficoltà viene terminato con la squadra al 12º posto in campionato e con la sconfitta nella finale di Coppa Italia Serie D giocata a Latina contro il Matelica.
Il 13 giugno 2019 la società, dopo essersi accordata con il Camaro, acquista il marchio della fallita Associazioni Calcio Riunite Messina, cambiando dunque nome in Associazioni Calcio Riunite Messina Società Sportiva Dilettantistica; in questi anni va altresì in scena un'inedita stracittadina contro il Football Club Messina, già Città di Messina, che rilevando il vecchio marchio del F.C. Messina Peloro tentò di contendere all'ACR l'eredità della tradizione sportiva giallorossa, salvo poi cessare l'attività.
L'ACR nel mentre si ripropone ai vertici della Serie D e nel campionato 2020-2021 vince il girone I e ottiene la promozione in Serie C, tornando nel professionismo dopo quattro anni. Il successivo campionato vede i giallorossi stazionare nella bassa classifica del girone C, ma riuscire infine (complice l'arrivo in panchina di Ezio Raciti, dopo le problematiche esperienze di Salvatore Sullo ed Eziolino Capuano) a centrare la salvezza alla terzultima giornata della stagione regolare.